# 出世の盃
出世の盃（しゅっせのさかずき）とは、静岡県浜松市を中心に行われる乾杯の儀式であり、「やらまいか精神」に基づいた掛け声とともに盃を交わす文化である。この儀式は、浜松市の居酒屋「遠州男唄 濱松たんと」で発祥し、市内の飲食店やイベントなどで広がりを見せている。

## 背景
浜松市は、「スズキ」「ヤマハ」「ホンダ」などの大企業を輩出し、「出世の街」として知られる。徳川家康が若き日を過ごした浜松城は「出世城」とも呼ばれ、歴史的にも「出世」にゆかりの深い土地である。これらの背景を受け、浜松には「やらまいか」という言葉が根付いている。「やらまいか」は遠州弁で「やってみよう」という意味を持ち、挑戦や団結を促す精神として地域社会に浸透している。

## 作法
「出世の盃」には、特有の作法がある。
1. 音頭をとる - グループのリーダーや最年長者が「やらまいか！」と元気よく音頭をとる。
2. 盃を交わす - 参加者全員で「おいしょお！」と掛け声をかけながら盃を交わす。
3. ぐびっと飲む - 盃の酒を一気に飲み干す。

この作法は、浜松市の「やらまいか精神」を体現するものであり、一部の飲食店やイベントで実施されている。

## イベントでの使用
「出世の盃」の掛け声「やらまいか！ おいしょお！」は、浜松市の各種イベントでも使用されている。例えば、2024年に開催された第21回浜松シティマラソンの開会式では、壇上で「やらまいか！ おいしょお！」の掛け声が披露された。
また、音楽ライブやエンターテインメントの場でも披露されることがあり、観客とともに掛け声を行う場面が見られる。このように、「出世の盃」は飲食店やイベントにとどまらず、エンターテインメントの場でも広がりを見せている。
さらに、NHKの番組『新日本風土記』（初回放送2024年10月14日）でも、「やらまいか！」の掛け声と共に乾杯をする地元の居酒屋の文化として取り上げられた。